# Berezîci, Liubeșiv
Berezîci (în ucraineană Березичі) este localitatea de reședință a comunei Berezîci din raionul Liubeșiv, regiunea Volînia, Ucraina.

## Demografie
Componența lingvistică a localității Berezîci
     Ucraineană (99,37%)
     Alte limbi (0,63%)
Conform recensământului din 2001, majoritatea populației localității Berezîci era vorbitoare de ucraineană (99,37%), existând în minoritate și vorbitori de alte limbi.